# Jabi Tehnan
Jabi Tehnan är ett distrikt i Etiopien.   Det ligger i regionen Amhara, i den centrala delen av landet, 260 km nordväst om huvudstaden Addis Abeba.